# Super Mario 64
Super Mario 64 (in Japan: スーパーマリオ64 Sūpā Mario Rokujū Yon (Roku Yon)) is een platformspel, ontwikkeld door Nintendo Entertainment Analysis and Development en uitgegeven door Nintendo voor de Nintendo 64. Het is samen met Pilotwings 64 een van de lanceertitels voor die spelcomputer. Het werd op 23 juni 1996 uitgebracht in Japan en later in Noord-Amerika, Europa en Australië. Op 21 mei 2003 zijn er elf miljoen exemplaren van het spel verkocht. Het spel is ook uitgebracht voor de Nintendo Wii's Virtual Console. Van het spel is ook een remake voor de Nintendo DS uitgebracht, genaamd Super Mario 64 DS.
Super Mario 64 legt de nadruk op verkenning in de enorme werelden waarin de speler verscheidene missies moet volbrengen. Het spel is door vele kritieken erkend als een van de meest revolutionaire spellen ooit gemaakt.
Het spel is tussen 18 september 2020 en 31 maart 2021 samen met Super Mario Sunshine en Super Mario Galaxy op de Nintendo Switch uitgebracht als onderdeel van het verzamelspel Super Mario 3D All-Stars.

## Verhaal
Het spel begint met een brief van Princess Peach aan Mario waarin ze hem uitnodigt naar haar kasteel te komen om mee te komen eten van haar zelfgebakken taart. Aangekomen aan het kasteel komt Mario erachter dat Bowser de prinses heeft opgesloten. Met de kracht van de 120 Power Stars heeft hij de schilderijen in het kasteel veranderd in portalen naar andere gebieden en werelden. Mario moet nu op zoek gaan naar de 120 Power Stars en Princess Peach redden van Bowser.

## Gameplay
Super Mario 64 is een 3D platformer waar de speler Mario bestuurt door verschillende levels. De speler kan door de levels bewegen in alle richtingen zonder tijdlimieten. De levels zijn gevuld met vijanden die Mario zullen aanvallen maar ook met vriendelijke wezens die Mario zullen helpen of hulp vragen. Mario verzamelt sterren in elk level. Sommige sterren verschijnen alleen maar wanneer Mario specifieke taken heeft volbracht. Deze taken kunnen bestaan uit: een baas verslaan, puzzels oplossen, tegen een vijand racen en munten verzamelen. Terwijl Mario sterren verzamelt, worden meer gebieden van het kasteel geopend.

## Andere personages
Mario is niet het enige personage in het verhaal. In zijn zoektocht naar de sterren ontmoet hij meerdere personages:
- Bowser: de slechterik die het kasteel bezet, Mario moet hem driemaal verslaan in een gevecht.
- Yoshi: als Mario alle 120 sterren heeft verzameld, gaat een put in de tuin van het kasteel open. Met het kanon wat hier in zit kan Mario zichzelf naar het dak schieten , waar de dinosaurus Yoshi op hem wacht. Die geeft hem extra levens tot de max is bereikt (100) en een verbeterde drie-dubbele sprong die immuun is voor schade, als dank voor zijn heldendaden.
- Pinguïn: In het level Cool Cool Moutain treft Mario twee keer een pinguïn. De eerste is haar jong verloren, Mario krijgt de taak die te zoeken. De tweede pinguïn wil tegen hem racen, hiermee kan Mario een ster verdienen.
- Big Bob Omb: In het eerste level Bob Omb Battlefield moet Mario vechten tegen de baas van dit gebied; Big Bob Omb. Deze bomvormige heerser wacht boven op de top van een berg. Als Mario hem verslaat, verdient hij een ster.
- Aal: In het level Jolly Roger Bay is een reusachtige, paarskleurige aal de tegenstander van Mario. Eerst moet hij zijn schip kapen om aan een ster te komen, later moet hij hem uit zijn hol lokken om een ster van zijn staart af te kunnen pakken.
- Whomp King: Mario moet een grote, levende steen zien te verslaan in het level Whomp's Fortress. Hiermee kan hij aan een volgende ster komen.
- Ukikki: In het level Tall, Tall Moutain ontmoet Mario een aap, die probeert zijn pet afhandig te maken. Uiteindelijk blijkt dat zich op de top van de berg een tweede aap bevindt, beide vormen een stelletje. Mario moet hen bij elkaar brengen om een ster te krijgen.
- Big Bully: In het level Lethal Lava Land neemt Mario het op tegen de Big Bully, hiermee kan hij een ster verdienen. Hij moet hem dan in het lava zien te krijgen.
- Bully: In hetzelfde level krijgt Mario de opdracht op drie kleine 'bullies' te verslaan, waarna de Big Bully opnieuw verschijnt. Hij wil revanche. Als Mario wederom wint, krijgt hij een tweede ster.
- MIPS: In de kelder van het kasteel loopt een konijn genaamd MIPS rond, die Mario uitdaagt. Als Mario hem vangt, krijgt hij een ster. Later keert MIPS nog eens terug, door hem te vangen kan Mario hem dan opnieuw een ster afnemen.
- Toad: de Toad's zijn de assistenten van Princess Peach, die op meerdere plekken in het kasteel verschijnen. Hij geeft Mario raad en zo nu en dan geven ze hem een ster.
- Koopa the Quick: Een Koopa ParaTroopa die snel kan lopen en Mario 2x uitdaagt voor een race (In Bob-Omb Battlefield en Tiny Huge Island). Als Mario valsspeelt of stukken afsnijdt geeft hij hem geen ster. Alhoewel, Koopa speelt zélf vals : In Bob-omb Battlefield gaat hij een helling op waar Mario niet op kan lopen en een ommetour moet maken. In Tiny Huge Mountain springt hij stukken naar beneden, maar als Mario dit ook doet krijgt hij geen ster.
- Bob-omb Buddies: Roze Bob-ombs die Mario wijze raad geven en kanonnen voor hem klaarzetten.

## Verkoopcijfers
Super Mario 64 was een commercieel succes: het was het best verkochte spel voor de Nintendo 64. In mei 2003 waren van het spel elf miljoen stuks verkocht. Eind 2007 bevestigde Guinness World Records dat er 11,8 miljoen stuks waren verkocht. In september 2007 was het spel het op zes na best verkochte spel in de Verenigde Staten met zes miljoen stuks verkocht volgens de NPD Group.

## Trivia
- Het spel is opgenomen in het boek 1001 Video Games You Must Play Before You Die van Tony Mott.
- In 2021 werd een ongeopend exemplaar van het spel geveild op een Amerikaans veilinghuis en werd verkocht voor een recordbedrag van 1,56 miljoen dollar (ruim 1,3 miljoen euro).[3] Enkele dagen eerder lag het record nog in handen van het spel The Legend of Zelda uit 1986.
- In 2013 had een bitflip plaatsgevonden wat Mario naar boven warpte. Een YouTuber genaamd pannenkoek2012 had een $1000 beloning toegezegd voor wie de glitch kon namaken.[4]